# Home broker
Home Broker é um sistema oferecido por diversas companhias para conectar seus usuários ao pregão eletrônico no mercado de capitais (na modalidade de acesso direto ao mercado (DMA)) e no mercado de private equity. Usado como instrumento para negociação no mercado de capitais via internet, ele permite que sejam enviadas ordens de compra e venda através do site de uma corretora na internet.
É uma forma de negociação de papéis em bolsa de valores pelo meio de ordens emitidas em meio eletrônico para corretoras de títulos mobiliários regularmente credenciadas. É a tecnologia que proporciona acesso a negociações em renda variável através da rede mundial de computadores.
Envolve desde o desenvolvimento de códigos fonte, websites, plataformas de negociação, até as conexões com as devidas entidades de negociação.
Após as anteriores tentativas frustradas nos finais das décadas de 1880 e de 1960, o início em 1999 do Homer Broker no Brasil, marca a 3ª grande tentativa de estimular uma real entrada das pessoas físicas na Bolsa brasileira, tentando democratizar assim o mercado de capitais daquele país. Esse dispositivo é mais comumente utilizado pelas bolsas de valores como forma de facilitar a entrada de usuários domésticos em negociações, possibilitando maior participação de pessoas físicas no mercado. Assim, aumenta-se a procura pelos papéis (títulos mobiliários), promovendo maior liquidez ao mercado.
É estimado que 200 mil pessoas físicas compram e vendem ações na B3 via sistema homebroker.

## Histórico
Em 1960, a Bovespa passa a assumir a característica institucional, deixando de ser subordinada ao Secretário da Fazenda do Estado, com autonomia administrativa, financeira e patrimonial.
No ano seguinte ao crash de 1971, a Bovespa torna-se a primeira bolsa brasileira a implantar o pregão automatizado com a disseminação de informações on-line e em real time, através de uma ampla rede de terminais de computador.
No final da década de 1970, a Bovespa foi também pioneira na introdução de operações com opções sobre ações no Brasil.
Em 1980, foi implantado o Sistema Privado de Operações por Telefone (SPOT) e uma rede de serviços on-line para as corretoras;
Desenvolvido um sistema de custódia fungível de títulos.
Em 1990, foram iniciadas as negociações através do Sistema de Negociação Eletrônica - CATS (Computer Assisted Trading System) que operava simultaneamente com o sistema tradicional de Pregão Viva Voz;
Em 1997, foi implantado com sucesso o novo sistema de negociação eletrônica da Bovespa, o Mega Bolsa. O Mega Bolsa ampliou o volume potencial de processamento de informações;
No fim da década são lançados pela Bovespa os serviços HomeBroker e After-Market.
Em 2006 a Bovespa começa a operar somente em pregão eletrônico doméstico;
No dia 26 de Outubro de 2007 ocorreu o IPO ou seja uma abertura de capital da empresa coligada Bovespa Holding denominada no IBOVESPA de: BOVH3, que é um consórcio das corretoras que operam na Bolsa de Valores de São Paulo;
No dia 26 de Março de 2008 a Bovespa anuncia oficialmente o início do processo de fusão com a BM&F. A Nova Bolsa, nome provisório da nova instituição que surgiu com a fusão, será a terceira maior do mundo, e a segunda das Américas, em valor de mercado.

## Ramificações
Normalmente bancos que já oferecem o home banking, se esforçam para oferecer também o home broker, e esse tem submodalidades de uso, dando as ordens em uma ligação pelo site da corretora, por software instalado no HD, agora também com mobile broker, onde as operações podem ser feitas pelo celular.
Para utilizar o homebroker é necessário – além de ter uma conexão com internet – estar cadastrado a uma corretora membro da bolsa em que se pretende operar. Essa corretora é a principal interessada no sucesso das negociações via homebroker, por se tratar de uma operação relativamente barata em relação à negociação em mesa, onde se precisa de atendentes.
Também é a corretora que fornece o software do homebroker que por sua vez podem diferir entre si de várias formas, alguns oferecem analises gráficas, analises fundamentalistas, vídeos informativos e até mecanismos de stoploss onde sendo que a maioria possui cotações em tempo real dos papeis disposto na carteira do usuário.

## Riscos do mercado de ações
Ações são consideradas como ativos de renda variável e por isso não há garantias de obtenção de uma determinada renda para qualquer das partes envolvidas ou pelo menos com conhecimento prévio, ou seja, é um evento de risco. A rentabilidade dos investidores é obtida tanto através do pagamento de dividendos das empresas sobre o resultado do caixa no exercício atual; como pela valorização ou desvalorização das ações no mercado, o que pode gerar ganhos eventuais. 

A valorização ou desvalorização dos papéis variam por uma enorme gama de fatores como o desempenho da empresa, do mercado onde ela está inserida, da economia, da contradição dos vieses de inúmeros investidores/especuladores atuando ao mesmo tempo com variadas estratégias, chegando até ao "humor" de alguns participantes do mercado de porte, capazes de fazer um grande volume de negociações.
Por essa razão, seja como investimento, seja como especulação é aconselhável que o investidor e/ou especulador, principalmente o iniciante, não tenha no mercado de capitais a sua principal fonte de renda, e até que, não dependa de forma alguma do capital que emprega no mercado de ações. Como qualquer forma de negócio, deve-se ter um horizonte o mais largo possível para estudar/testar as características próprias deste ambiente a fim de aplicar o capital onde eventuais perdas, como em qualquer negócio, estejam previstas no plano de negócios, não se tornando assim fator de estresse negativo desestabilizador.